# Lissac (Ariège)
Lissac é uma comuna francesa na região administrativa de Occitânia, no departamento de Ariège.